# Chico Hamilton
Foreststorn "Chico" Hamilton (Los Ángeles, California, 21 de septiembre de 1921 − Manhattan, Nueva York, 25 de noviembre de 2013) fue un baterista estadounidense de jazz.

## Historial
Fue compañero de estudios de Charles Mingus, Illinois Jacquet y Dexter Gordon, debutando profesionalmente con Floyd Ray y Lionel Hampton (1940). Después, acompañó a Lester Young y graba con Slam Stewart. Se incorporó a la banda de Count Basie, en 1946, y dos años más tarde, comenzó a tocar con la cantante Lena Horne, con quien permaneció hasta 1954. Grabó en trío para Pacific Jazz, el sello discográfico prototípico  del West Coast jazz, y después (1955) formó un quinteto con Buddy Collette y Jim Hall. Con cambios sucesivos en la formación, la banda se mantuvo hasta mediada la década de los 60, cuando el quinteto, entonces con Charles Lloyd en los saxos, obtuvo bastante repercusión.
En los 70 y 80, su grupo adquirió fama de "cazatalentos": Gábor Szabó, Larry Coryell, Steve Potts, Arnie Lawrence, Arhur Blythe, etc.
Falleció en Manhattan el 25 de noviembre de 2013 a los 92 años.